# Diplôme fédéral
Le diplôme fédéral est un diplôme supérieur suisse. Il correspond à une formation de niveau tertiaire qui intervient généralement après l'obtention du brevet fédéral.
Le diplôme fédéral atteste des compétences d’expert dans un domaine d'activité et prépare à diriger une entreprise. Son titulaire est habilité à former des apprentis.
Dans certaines professions, notamment dans l'agriculture, le diplôme fédéral est plus connu sous le nom de maîtrise fédérale.